# Alien
Alien és una pel·lícula de ciència-ficció de l'any 1979 dirigida per Ridley Scott. És la primera part d'una saga de quatre pel·lícules que tenen com a protagonista a Ellen Ripley, interpretada per Sigourney Weaver, que es converteix en la principal oponent d'una sèrie de criatures pertanyents a una raça alienígena, comunament anomenades aliens. Alien es considera la primera pel·lícula important de Hollywood amb una heroïna com a protagonista. El seu impacte cultural va ser tan gran que es van fer novel·les i historietes, basats en la seva història. Aquesta pel·lícula ha estat doblada al català.
Alien va rebre un gran acolliment per la crítica i un gran èxit de taquilla, rebent un Premi als Millors Efectes Visuals, un Premi Saturn a la Millor Pel·lícula de Ciència-ficció, un Premi Saturn a la Millor Direcció per Ridley Scott i un Premi Saturn a la Millor Actriu de Repartiment per Cartwright, així com moltes altres nominacions. Ha estat molt elogiada en les dècades posteriors, sent introduïda en el Registre Nacional de Cinema de la Biblioteca del Congrés dels Estats Units en el 2002 per a preservació històrica com una pel·lícula que és "cultural, històrica i estèticament significativa", sent classificada per l'American Film Institute en el 2008 com la setena millor pel·lícula en el gènere de la ciència-ficció.
L'èxit de Alien va generar una franquícia de novel·les, còmics, videojocs i joguines, així com tres continuacions i dues preqüeles. També va llançar la carrera de Weaver en donar-li el paper principal de la pel·lícula. La història de les trobades del seu personatge, Ellen Ripley, amb les criatures que donen títol a la saga es va convertir en la temàtica que va impulsar les seqüeles Aliens (1986), Alien 3 (1992) i Alien Resurrection (1997). Les continuacions posteriors Alien vs. Predator (2004) i Aliens vs. Predator: Requiem (2007) van abandonar aquest tema a favor del crossover amb la franquícia Predator.

## Argument

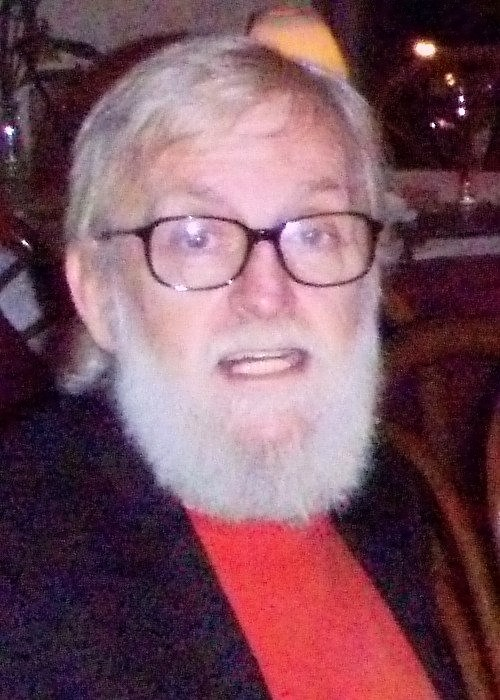
Dan O'Bannon va escriure el guió de Alien.

La nau espacial de transport comercial USCSS Nostromo viatja des del planeta Thedus de tornada a la Terra amb un enorme remolc amb 20 milions de tones de mena, portant als set membres de la seva tripulació en somni criogènic. En rebre una transmissió d'origen desconegut provinent d'un planetoide proper, l'ordinador central de la nau, "Mare", desperta a la tripulació, els qui creuen estar prop de la Terra. No obstant això, els tripulants s'adonen que la nau viatja per una regió de la galàxia que no és el sistema solar. El capità Dallas (Tom Skerritt) reuneix a la tripulació per comentar-los que l'ordinador va canviar el rumb de la nau per acudir a una transmissió d'origen desconegut rebuda cada dotze segons i que Mare la identifica com un senyal de SOS. Dallas assumeix la responsabilitat d'investigar aquesta transmissió i, amb l'ajuda de l'oficial científic Ash (Ian Holm), persuadeix a la resta de l'equip perquè col·labori. Per càlculs de la trajectòria de la nau descobreixen que estan en el sistema extrasolar Zeta II Reticuli, en els límits coneguts d'astronavegació pels humans i amb rumb desconegut. Finalment, el Nostromo arriba a una lluna d'un planeta gegant gasós, desconegut i anellat. En això, la tripulació desenganxa la Nostromo del remolc i descendeix al planetoide, ja que és d'allí d'on prové la transmissió; en el seu aterratge, la nau sofreix alguns danys. El capità Dallas, l'oficial executiu Kane (John Hurt) i la navegadora Lambert (Veronica Cartwright) surten a la superfície del planetoide a investigar l'origen del senyal, mentre que la sotsoficial Ellen Ripley (Sigourney Weaver), Ash i els enginyers Brett (Harry Dean Stanton) i Parker (Yaphet Kotto) es queden en la nau per monitorar-los i fer reparacions.
Dallas, Kane i Lambert descobreixen que el senyal ve del que sembla una nau espacial alienígena encallada fa temps. Dins troben les restes fossilitzades d'un gran alienígena assegut en la cadira del pilot, amb un boquet en el seu abdomen perforat des de dins cap a fora. Mentrestant, Ripley ordena a "Mare" una minuciosa descodificació binària de la transmissió per a la seva correcta reinterpretació i, durant l'activitat, Ripley s'adona que és un senyal d'advertiment i no de socors com va fer pensar "Mare". Dins de la nau alienígena, Kane descobreix una enorme càmera plena de nombrosos ous, un dels quals allibera una criatura que s'adhereix al seu casc, trencant el seu visor i deixant-ho inconscient. Dallas i Lambert el porten fins a la Nostromo, on Ash els permet entrar desaconsellant el protocol de quarantena proposat per Ripley. Allí intenten arrencar a la criatura del rostre d'en Kane, descobrint que la seva sang és extremadament corrosiva. Finalment, la criatura es desprèn per si sola i cau morta. Amb la nau reparada, la tripulació desenganxa, acobla el remolc i emprèn el viatge cap a la Terra.
Kane desperta aparentment il·lès, però durant un menjar abans d'entrar en hiperson comença a asfixiar-se convulsivament fins que un ésser emergeix violentament del seu pit, matant-lo i ocultant-se en la nau. Com que no té armes convencionals, la tripulació intenta localitzar i capturar a la criatura amb sensors de moviment, armes d'electroxoc i llança-flames. Brett segueix al gat de la tripulació, anomenat Jones, fins a una sala en la qual troba a la ja desenvolupada criatura, que l'ataca abans de desaparèixer pels conductes de ventilació de la nau.
Dallas entra en els conductes amb la intenció de forçar a l'alienígena a entrar en una resclosa on pugui ser expulsat a l'espai, però l'ésser li tendeix una emboscada. Lambert, moribund, implora a la tripulació restant que escapin en una llançadora, però Ripley, següent al comandament, ho denega, al·legant que la llançadora no aguantaria a quatre persones. Accedint a l'ordinador de la nau, Ripley descobreix que l'Ash va rebre les ordres de portar la nau fins a la seva corporació propietària amb l'alienígena dins, a costa del que li pogués ocórrer a la tripulació. Ash l'ataca, però Parker intervé i li copeja amb un extintor, arrencant d'arrel el seu cap i demostrant que Ash és un androide. Abans de ser incinerat, Ash notifica que els restants tripulants no sobreviuran. Més tard, aquests ideen un pla per activar el sistema d'autodestrucció de la Nostromo i escapar en la llançadora, però Lambert i Parker són assassinats per la criatura mentre van pels subministraments necessaris.
Ripley inicia la seqüència d'autodestrucció i es dirigeix a la nau amb el gat Jones, però troba a l'alienígena bloquejant el seu camí. Sense èxit, la sotsoficial intenta avortar l'autodestrucció, tornant a la comporta de la llançadora; però, per al seu alleujament, l'ésser ja no es troba allí i la sotsoficial aconsegueix escapar en la càpsula abans que la Nostromo exploti. Mentre es prepara per entrar en hiperson, Ripley descobreix que la criatura es troba amb ella en la llançadora. Després de posar-se un vestit espacial, Ripley despresuritza la nau obrint l'escotilla per llançar l'ésser a l'espai. Ripley llança un ganxo contra ell, però el cable embussa la porta i l'alienígena s'hi manté agafat. La criatura tracta d'introduir-se en la nau per un motor, però Ripley ho activa i l'impulsor envia a l'alienígena a l'espai, acabant finalment amb ell. Després d'això, Ripley i el gat entren en hiperson i es preparen per al seu viatge de tornada a la Terra.

## Repartiment
Les audicions del repartiment de Alien van ser fetes a Nova York i Londres. Amb només set personatges humans en la història, Scott es va esforçar a trobar actors forts que poguessin mostrar la seva energia en l'estil visual de la pel·lícula. Va contractar la directora de repartiment Mary Selway, amb qui havia treballat en The Duellists, per al Regne Unit, mentre Mary Goldberg ho feia als Estats Units. En el desenvolupament de la història O'Bannon es va centrar a dissenyar primer la criatura, deixant els personatges per a després. Ell i Shusett havien escrit tots els rols dels homes del rodatge, constatant que "la tripulació és unisex i tots els seus rols són intercanviables entre homes i dones." Això va deixar a Scott, Selway i Goldberg lliures d'interpretar els personatges com volguessin i fer el repartiment d'acord amb això. Volien que la tripulació de la Nostromo mostrés astronautes treballant en un ambient realista, un concepte anomenat "camioners espacials". Scott va declarar que el concepte va estar parcialment inspirat per Star Wars, la qual es va desviar del futur pristi usualment representat en les pel·lícules de ciència-ficció de l'època.
El repartiment va ser format per:

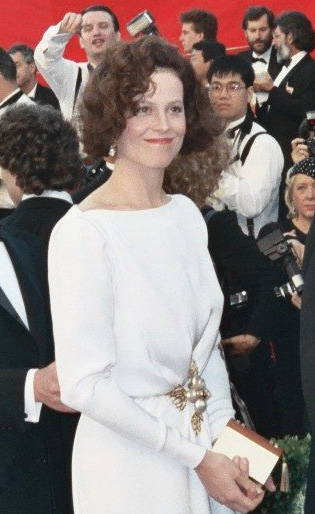
Sigourney Weaver va esdevenir l'estrella de les pel·lícules d'Alien, amb el paper de Ripley en les tres continuacions entre 1986 i 1997. Ella no apareix en les precontinuacions de Alien vs. Predator de la dècada del 2000, però va mostrar interès actuar en la cinquena de Alien

- Sigourney Weaver com a Ripley, la tinent de la Nostromo i protagonista de la pel·lícula. La decisió de donar el personatge principal a una dona va ser donada per Giler i Hill, que sentien que això podria ajudar Alien a competir amb altres gèneres de ciència-ficció enterament masculins.[8] Weaver, que tenia experiència al cinema però era relativament desconeguda en la pel·lícula, va impressionar a Scott, Giler i Hill amb la seva audició. Ella va ser l'última actriu a ser nomenada al repartiment, i va practicar el seu paper en els estudis mentre els decorats estaven en construcció.[8][11] El rol de Ripley va ser el primer paper principal de Weaver, i li va fer guanyar nominacions al Premi Saturn a la Millor Actriu i un Premi BAFTA pel Principiant Més Prometedor al Paper Protagonista del Cinema.[4]
- Veronica Cartwright com a Lambert, la navegant del Nostromo. Cartwright tenia experiència en pel·lícules de terror i ciència-ficció, havent actuat en la pel·lícula Els Ocells (1963) i La invasió dels ultracossos (1978).[12] Originalment tenia el paper de Ripley, i no va ser informada del canvi de rol fins que va arribar a Londres pel vestuari.[8][13] A Cartwrihgt li va disgustar que el seu personatge fos emocionalment feble,[11] però de totes maneres va acceptar el paper: "Em va convèncer sobre que jo espantava 'audiència; jo era un reflex de com se sentia el públic."[8] Cartwright va guanyar un Premi Saturn a la Millor Actriu de Repartiment per la seva actuació.[3][4]
- Ian Holm com a Ash, l'oficial científic de la nau que revela ser un androide amb ordres de portar la Nostromo a la Terra amb la criatura viva. Holm, un actor veterà que havia participat en vint pel·lícules, va ser el membre del repartiment amb més experiència.
- John Hurt com a Kane, l'oficial executiu que es converteix en una presa per a la criatura. Hurt va ser la primera elecció de Scott per al personatge, però va ser contractat a Sud-àfrica per negocis, de manera que Jon Finch va rodar en el seu lloc.[11] No obstant això, Finch va emmalaltir el primer dia i se li va diagnosticar diabetis severa i bronquitis.[14] A causa d'això, Hurt va arribar a Londres per substituir en Finch.[8][14] La seva actuació li va valer una nominació per al premi BAFTA al Millor Actor de Repartiment.[4]
- Yaphet Kotto com a Parker, l'enginyer cap. Kotto va ser triat per donar diversitat ètnica a la tripulació de la Nostromo.[8]
- Tom Skerritt com a Dallas, el capità de la Nostromo. Skerritt havia estat anomenat en fases primerenques del rodatge, però ho va declinar a causa del baix pressupost i a l'absència de director. Més tard, Scott va ser nomenat en Direcció i el pressupost va ser doblat, Skerritt va acceptar el paper de Dallas.[7][8]
- Harry Dean Stanton com a Brett, l'enginyer tècnic. Les primeres paraules de Stanton a Scott van ser "no m'agraden les escenes de ciència-ficció o les pel·lícules de monstres."[7] Scott va convèncer en Stanton d'actuar en el rol de Brett després d'assegurar-li que Alien era realment un thriller més aviat semblant a Ten Little Indians.[7]
- Bolaji Badejo com a Alien, el principal antagonista de la pel·lícula. Un estudiant de disseny nigerià, Badejo va ser descobert en un bar per un membre del repartiment, que el va posar en contacte amb Ridley Scott.[11] Scott creia que Badejo, de més de dos metres d'alt i amb una constitució física prima, podria fer retratar a la criatura com si els seus braços i cames fossin massa llargs per ser reals, creant la il·lusió que no era possible que hi hagués un humà sota el vestit.[11] Els especialistes Eddie Powell i Roy Scammell també van interpretar a l'Alien en algunes escenes.[15]

Per ajudar els actors a preparar-se per als seus papers, Ridley Scott va escriure pàgines de rerefons per a cada personatge explicant-ne les històries. Va filmar alguns dels assajos per capturar espontaneïtat, improvisació i tensió entre els membres del repartiment, especialment entre els menys experimentats, com Weaver, traduït de forma convincent en la pel·lícula com la tensió entre els respectius personatges.
El crític de cinema Roger Ebert va notar que els actors de Alien eren de més edat del que era típic en els thriller de l'època, i que això podia ajudar a fer els personatges més convincents:

Cap d'ells és particularment jove. Tom Skerritt, el capità, en tenia 46; Hurt en tenia 39 però semblava més gran; Holm en tenia 48; Stanton, 53, Yaphet Kotto, 42; i solament Cartwright i Weaver, amb 29 i 30 anys, es trobaven en l'edat usual dels personatges de thrillers. Algunes pel·lícules d'acció recents tenen joves actors com a protagonistes o secundaris, però, en mostrar-los més grans, Alien aconsegueix una certa textura amb personatges que no són aventurers, sinó treballadors, contractats per una companyia per portar vint milions de tones de mena a la Terra.

David McIntee, autor de Beautiful Monsters: The Unofficial and Unauthorised Guide to the Alien and Predator Films, ha elogiat l'actuació i la caracterització d'Alien. Nota que parteix de l'eficàcia de la pel·lícula a aterrir als espectadors "ve del fet que tots poden identificar-se amb els personatges... Tots a bord de la Nostromo són normals, quotidians, igual que la resta de nosaltres, encara que viuen i treballen en el futur."

## Disseny i rodatge
Alien va ser filmat des del 5 de juliol fins al 21 d'octubre de 1978. El rodatge es va dur a terme en Shepperton Studios, a Londres mentre que els models en miniatura i la filmació es va realitzar en Bray Studios, en Water Oakley. El temps de producció va ser curt a causa del baix pressupost de la pel·lícula i a les pressions de la 20th Century Fox per acabar a temps. Un equip de més de 200 treballadors i tècnics van construir els tres escenaris principals; la superfície del planetoide, l'interior de la Nostromo i l'interior de la nau espacial abandonada. El director d'art Els Dilley va crear miniatures amb escala 24:1 de la superfície del satèl·lit i les naus basant-se en dissenys de Giger, i després va fer el buidatge i la fosa fent-les més tard a major escala mitjançant bastides de fusta coberts de fibra de vidre per al seu ús en els decorats. S'usaren tones de sorra, guix, fibra de vidre, roca i grava a l'estudi per esculpir el paisatge desèrtic del planetoide, mentre que els actors caminarien sobre ell amb vestits espacials. Els vestits en si estaven fets amb nailon, eren gruixuts i voluminosos i no tenien sistema de refrigeració, per la qual cosa al principi no hi havia ventilació per deixar escapar el diòxid de carboni. Combinat amb una ona de calor, aquestes condicions van causar que els actors gairebé es desmaiessin i va fer falta que infermeres amb pilotes d'oxigen els ajudessin a seguir endavant. Per a escenes de l'exterior de la Nostromo, una pota d'aterratge de 18 metres va ser construïda per donar sensació de grandària. Ridley Scott pensava que encara no es veia prou gran, de manera que va demanar els seus dos fills i al d'un dels càmeres que actuessin en el film vestint vestits espacials més petits amb la finalitat de fer que el conjunt semblés més gran. La mateixa tècnica va ser usada per a l'escena en la qual els tripulants troben al pilot alienígena mort en la nau espacial abandonada. Els nens gairebé van arribar a desplomar-se per la temperatura dels vestits, i es van afegir sistemes d'oxigen per ajudar a la respiració dels actors.
Els decorats dels tres pisos de la Nostromo van ser creats gairebé íntegrament en una sola peça, amb cada nivell ocupant una planta i diverses sales connectades per corredors. Per desplaçar-se pels sets els actors van haver de circular pels passadissos i túnels, afegint a la pel·lícula una sensació de claustrofòbia i realisme. Els decorats usaven grans transistors i pantalles d'ordinador de baixa resolució per donar a la nau un aire industrial i "usat", donant l'aparença d'una construcció feta amb "vella tecnologia retroadaptada". Ron Cobb va crear símbols d'estil industrial i codis de colors per als senyals de diverses àrees de la nau. La companyia propietària de la Nostromo no és nomenada en la pel·lícula, i és referida pels personatges com "la companyia". No obstant això, el nom i el logo de "Weylan-Yutani" apareix en diverses peces del set, així com pantalles i llaunes de cervesa. Cobb va crear un nom que implica una aliança comercial entre Gran Bretanya i Japó, derivant "Weylan" de British Leyland Motor Corporation i "Yutani" del nom d'un veí japonès de Cobb. El nom de la companyia en la seqüela de 1986 Aliens va ser "Weyland-Yutani", i això es va mantenir com un element central de la saga.
El director d'art Roger Christian va usar ferralla i peces soltes per crear l'escenografia i l'utillatge a fi d'estalviar diners, una tècnica que s'havia utilitzat en Star Wars. Alguns dels corredors de la Nostromo van ser creats amb porcions d'un bombarder desballestat, i un mirall va ser usat per crear la il·lusió d'un espai molt major a la zona sota coberta. Els supervisors d'efectes especials Brian Johnson i Nick Allder van fer moltes de les peces i accessoris com a cadires giratòries, pantalles d'ordinador, sensors de moviment i llançaflames. Quatre gats van ser usats per representar a Jones, el gat de la tripulació de la Nostromo. Durant la filmació Sigourney Weaver va descobrir que era al·lèrgica a la combinació de pèl de gat i glicerina usada per simular suor en la pell dels actors. Llevant la glicerina va ser capaç de seguir treballant amb gats.
H.R. Giger va dissenyar i va treballar en tots els aspectes alienígenes de la pel·lícula, com l'aparença orgànica i biomecànica de la nau alienígena en contrast amb l'aspecte industrial de la Nostromo i els seus elements humans. Per a l'interior de la nau alienígena i la càmera dels ous es van emprar ossos secs i guix per esculpir la major part de l'escenari. Veronica Cartwright va descriure els decorats de Giger com "tan eròtic... Són grans vagines i penis... Tot el cas és que vas dins d'un enorme úter o alguna cosa semblant... És una mena de visceralitat". El set amb el pilot alienígena mort, a la qual l'equip de rodatge va cridar "Space Jockey", va resultar ser problemàtic, ja que 20th Century Fox no volia gastar-se els diners en sets cars que solament serien usats durant una escena. Ridley Scott va descriure el set com la coberta d'un vaixell misteriós, i l'equip de producció va ser capaç de convèncer a l'estudi que l'escena era important per impressionar a l'audiència i de fer-los comprendre que això no era una pel·lícula de sèrie B. Per estalviar diners, solament una de les parets del decorat va ser creada, i el "Space Jockey" va ser dipositat sobre un disc giratori que permetia enfocar des de diferents angles en relació amb els actors. Giger aerografió el set sencer i el Space Jockey a mà.
L'origen del Space Jockey no va ser explorat en la pel·lícula, però Scott teoritzà més tard que podria haver estat el pilot de la nau, i que la nau podria haver estat un vaixell de càrrega capaç de llançar els ous de Alien sobre un planeta en el qual els Aliens emprarien les formes de vida autòctones per reproduir-se. En les primeres versions del guió els ous estarien localitzats en una piràmide que seria localitzada més tard per la tripulació del Nostromo; en el seu interior es trobaria una atmosfera respirable i estàtues i jeroglífics representant el cicle de vida dels Aliens, així com les cultures humana, Space Jockey i Alien. Cobb, Foss i Giger van crear per separat dissenys conceptuals per a aquestes seqüències, però van anar finalment descartats a causa de les preocupacions pressupostàries i a la necessitat de retallar la durada de la pel·lícula. En el seu lloc, la càmera dels ous va ser situada en el celler de la nau estavellada i va ser filmada en el mateix set que l'escena de l'Space Jockey; el disc giratori i la cadira del pilot van ser llevats i el decorat va ser remodelat per fer el de la càmera dels ous.
Alien originalment anava a concloure amb la destrucció de la Nostromo mentre que Ripley escapava en la llançadora Narcissus. No obstant això, Ridley Scott va idear un "quart acte" en el qual l'Alien apareixia en la llançadora i Ripley havia de confrontar-ho. Va llançar la idea a la 20th Century Fox i va negociar incrementar el pressupost per filmar l'escena durant diversos dies més. Scott volia que finalment l'Alien assassinés a Ripley i que entrés en una clau de veu usant la de Ripley, però els productors van vetar la idea, ja que consideraven millor que l'Alien morís al final de la pel·lícula.

## Influència
L'èxit de la pel·lícula d'Alien va provocar una sèrie de pel·lícules inspirades en temàtiques similars, com per exemple Xtro, Insemnoid, The Thing i Leaviathan (1989).
El videojoc de Nintendo Metroid va rebre també la influència d'Alien. Un dels seus personatges, Ridley, es diu així en honor del director d'Alien, i és probable que l'enemic Mother Brain s'anomeni així per Mare, l'ordinador central de la nau.

## Modificacions abans d'acabar el rodatge
- El guió original va ser escrit per Dan O'Bannon, es titulava Star Beast (Bèstia estel·lar) i té diverses diferències amb l'obra final:

1. Originalment, la nau s'anomenaria Snark, com una criatura fantàstica de Lewis Carroll ("La caça del Snark"), l'autor de "Les aventures d'Alicia al País de les Meravelles", després es va canviar per Nostromo com l'obra de Joseph Conrad.
2. Tota la tripulació seria masculina, després es va decidir incloure dues tripulants femenines.
3. L'actor Tom Skerritt interpretaria al tripulant Ripley, encara que en el desenvolupament dels personatges es va fer una altra audició perquè Ripley fos una dona, aquest fet va influir en l'èxit del llargmetratge.
El guió va ser reescrit per Walter Hill i David Giler per eliminar el superflu de la trama i orientar-ho més a l'acció, la qual cosa va provocar conflictes amb O'Bannon.
- El primer director va ser Walter Hill, posteriorment substituït per Ridley Scott.
- Scott va renunciar a filmar una escena on Dallas i Ripley mantenien relacions sexuals per minimitzar la censura.
- Originalment, quan els tres tripulants del Nostromo arriben a l'origen de la transmissió, troben que el pilot extraterrestre fossilitzat, en els seus últims moments de vida, va gratar un triangle en la seva consola de control; surten de la nau extraterrestre, per descobrir una piràmide on Kane entra per explorar i descobreix un altar amb uns estranys ous, una atmosfera respirable i uns jeroglífics que descriuen el cicle de vida de la criatura. En comptes de l'anterior, Giger va substituir la piràmide per una enorme càmera dins de la nau i va suprimir l'altar i els jeroglífics. Aquests tres conceptes van ser reconsiderats en la seqüela Alien vs. Predator de l'any 2004, excepte la part del Space Jockey, el misteriós alienígena pilot.
- Es va filmar incompletament una escena on Kane prepara el menjar de la tripulació, abans de morir, però mai va ser inclosa. No obstant això, és material addicional en l'edició en DVD.
- Es va filmar una escena que mostra a la criatura de cos complet, encongida en el sòl, després s'apropa ajupida a Lambert i s'aixeca per matar-la. L'escena tampoc es va incloure en la pel·lícula perquè Ridley Scott va voler mantenir el misteri sobre l'aspecte complet de la criatura. També és material addicional en l'edició DVD.

## Escenes i parts eliminades de la primera versió d'Alien
El material eliminat és addicional en el DVD de la pel·lícula:
1. La tripulació escoltant la misteriosa transmissió, que ocorre després de la junta. Després Lambert traça en un mapa estel·lar la trajectòria recorreguda per la nau. Rastreja la procedència de la transmissió per saber la seva destinació. L'escena va ser llevada per apressar l'escena de l'arribada al planeta.
2. Mentre Parker i Brett fan reparacions a la nau, Ripley els crida perquè la informin dels seus avanços. Aquesta escena mostra antipatia entre Ripley i Parker.
3. Mentre Ash i Dallas examinen en Kane, Ripley arriba a la infermeria i Lambert la bufeteja, reclamant-li la frustrada quarantena que gairebé li va obligar a complir en Kane. Això desemboca en una curta lluita entre les dones fins que són separades. L'eliminació de l'escena oculta el ressentiment de Lambert cap a Ripley.
4. Després de revisar-se els danys que va provocar el vessament d'àcid, la tripulació de nou en la infermeria discuteix sobre la destinació d'en Kane. L'escena va ser eliminada per ser incongruent per entendre la trama.
5. Immediatament després de la mort d'en Kane i abans del seu funeral, apareix una altra escena en el menjador, ja net, on la tripulació discuteix el que faran. L'escena va ser eliminada per ser incongruent per entendre la trama.
6. Una mort diferent per Brett.
7. Quan Ripley consola a Lambert, després del que li passa en Dallas, i li pregunta si va mantenir relacions sexuals amb l'Ash. La conversa s'interpreta com una reconciliació entre elles.
8. Segons el guió de la pel·lícula, hi hauria una escena després de la conversa anterior, on Parker es trobava a l'estranya criatura fora dels conductes de ventilació. Només es va escenificar una porció en la qual Parker transmet instruccions a Ripley que és al pont.
9. Una seqüència on Parker mira a l'estranya criatura entrant al conducte de ventilació, l'entrada se segella abruptament ferint-la i el vessament d'àcid activa l'alarma de despresurització de la nau. L'escena retorna a Lambert en el pont.
10. Després que Ripley mira els cadàvers de Lambert i Parker, descobreix el cau creat per la criatura, també en Brett mort i, en Dallas agonitza dins dels capolls. Diu uns comentaris de lament i ho crema tot. L'eliminació d'aquesta escena oculta un detall del cicle vital de la criatura.

## Versió modificada
A l'octubre de 2003 apareix una nova versió del llargmetratge, en DVD, que restaura algunes escenes i curts eliminats de la primera versió:
1. La tripulació escoltant la misteriosa transmissió.
2. La pilot Lambert bufetejant la Ripley.
3. Un diàleg eliminat durant la discussió de Ripley amb Dallas en el corredor, per permetre-li a Ash conservar el cadàver de la criatura que es va aferrar a la cara de Kane.
4. Més preses en la mort de Brett.
5. El descobriment que fa Ripley del cau de la criatura, però s'exclouen els seus comentaris lamentant-se.
6. Una presa no vista on la criatura empeny la caixa del gat fora del seu camí després de veure-la, dins de l'escena on interromp el pas a Ripley cap a la nau de fuita.

Però també elimina unes altres:
1. La conversa entre Ripley i Dallas, on ell comenta que la companyia va substituir l'oficial científic original per Ash dos dies abans de partir de Thedus.
2. Una seqüència de Dallas preguntant a Mare la probabilitat de matar la criatura i no obtenint resposta, abans d'entrar en els conductes de ventilació a enfrontar-la.

## Precontinuació en 3D
El juliol de 2009, 20th Century Fox i el mateix Ridley Scott van anunciar que la saga tornaria a la pantalla gran en una precontinuació rodada en 3D i dividida en dues pel·lícules. La primera part va ser estrenada l'estiu de 2012 amb el títol de Prometheus.

## Curiositats
A causa de la pel·lícula The Brood, també del 1979, Alien també és catalogat dins del subgènere de terror Bodi Horror. Va comptar amb un pressupost d'11 milions de dòlars. El guió complet d'O'Bannon apareix en la col·lecció DVD Tetralogia d'Alien de l'any 2003. Per escriure el guió original, Dan O'Bannon es va inspirar en una vella idea d'adaptar un mite de la Segona Guerra Mundial, sobre gremlins que no només avariaven un bombarder en ple vol sinó que també mataven a la tripulació. Els anuncis publicitaris al cinema i la televisió advertien que la pel·lícula era misteriosa, però mai revelaven el seu contingut amb la finalitat de despertar l'interès dels espectadors per anar a veure-la. El misteriós anunci mostrava un sòl àrid i un enfocament augmentat d'un ou de gallina trencant-se per la meitat, alliberant llum i vapor. Immediatament després es mostrava el títol i el lema En l'espai ningú escolta els teus crits. Només un d'aquests anuncis va revelar per fi que es tractava d'una pel·lícula de terror-ciència-ficció. El disseny de la criatura, les seves edats, les naus, els seus interiors, el relleu de la lluna, van ser creats pel pintor surrealista suís Hans Ruedi Giger. L'estat adult de la criatura estava inspirat en una de les seves pintures. Per la seva obra va rebre l'únic Oscar que va guanyar Alien. El llargmetratge també va ser nominat a la millor direcció artística. L'extra que es disfressava de la criatura era Bolaji Badejo, un estudiant universitari nigerià de dos metres d'altura i molt prim que encaixava perfectament amb la silueta de la criatura. Badejo va fer cèlebre la seva disfressa, però el seu nom és desconegut. L'efecte de corrosió immediata del pis de la infermeria (quan estudiaven el paràsit d'en Kane), va ser fet amb una barreja de cloroform, acetona, ciclohexilamina i àcid acètic que es van vessar sobre escuma de poliestirè.

### Nostromo
La U.S.C.S. S. Nostromo és la nau espacial fictícia que apareix en la pel·lícula. Es tracta d'una nau de càrrega remolcadora de 243,8 metres de longitud que transportava a la tripulació d'Ellen Ripley.
El nom de la nau és pres dels antics pilots mestres navegants de vaixells. El nom de la nau està pres de la novel·la homònima de l'autor anglès d'origen polonès Joseph Conrad, Nostromo. Una història del litoral, escriptor per qui Ridley Scott estava influenciat, al grau de portar al cinema una de les novel·les de Conrad anomenada "Els Duelistes". Situat erròniament per alguns crítics com a autor d'obres d'aventura, Conrad beu, no obstant això, d'aquest esperit que d'alguna manera guiava la conducta dels homes de mar: la veritable aventura que està en el viatge, el coneixement, enfrontar el desconegut, el mar per antonomàsia, l'espai per similitud, i sortir airós. I és aquest mateix esperit el que es troba present en Alien, on la nau Nostromo, és moguda per l'expressió potser més acabada de l'esperit aventurer: la salvació de l'home, en aquest cas no una salvació espiritual, sinó objectiva, la del mateix home com a espècie diferenciada en l'espai. L'alien que dona nom al film és el polissó, que en el si mateix de la nau troba les condicions per a reproduir-se, la qual cosa posa en perill la tripulació que representa l'espècie humana.
Fortament automatitzada, la nau era capaç de volar en pilot automàtic supervisat per la intel·ligència artificial de la nau, denominada Mare, mentre la tripulació roman en animació suspesa, del que es pot deduir la manca de qualsevol tipus de tecnologia hiperespacial o de curvatura de l'espaitemps.
L'absència de seccions rotatòries i la capacitat atmosfèrica de la nau, el previ desacoblament de l'immens mòdul de càrrega, fan suposar l'existència de generadors de gravetat artificial a l'interior de la nau i de propulsors gravimètrics.
La nau està equipada amb mòduls de fuita amb les seves pròpies càpsules d'hibernació i motors subluz pel viatges interplanetaris.
El nom original era Leviatan.

## Dates d'estrena
Alien, el vuitè passatger va ser estrenada mundialment en les següents dates:
- 25 de maig de 1979: Estats Units
- 21 de juliol de 1979: Japó
- 13 d'agost de 1979: Brasil
- 6 de setembre de 1979: Regne Unit
- 12 de setembre de 1979: França
- 14 de setembre de 1979: Bèlgica
- 26 de setembre de 1979: Espanya
- 12 d'octubre de 1979: Dinamarca
- 25 d'octubre de 1979: Alemanya Occidental
- 26 d'octubre de 1979: Finlàndia
- 31 d'octubre de 1979: Itàlia
- 2 de novembre de 1979: Suècia
- 13 de novembre de 1979: Noruega
- 15 de novembre de 1979: Hong Kong
- 6 de desembre de 1979: Austràlia
- 25 de desembre de 1979: Argentina
- 30 de desembre de 1979: Grècia
- 28 de març de 1980: Uruguai
- 15 de gener de 1981: Hongria
- 1 de juliol de 1982: Txecoslovàquia
- 1 d'octubre de 1987: Corea del Sud

## Premis
El 1980 guanyà l'Oscar als millors efectes especials i fou nominada a l'Oscar a la millor direcció artística.